# Skrytá reklama
Skrytá reklama je takový druh reklamy, u které nelze rozlišit (či jen s obtížemi), že se jedná o reklamu. Obvykle není jako reklama označena. V České republice byla skrytá reklama zakázána zákonem o regulaci reklamy od roku 2015.